# ナヨン (PRISTIN)
イム・ナヨン（임나영、林娜榮、1995年12月18日 - ）は韓国の歌手、女優、モデル。ガールズグループI.O.I、PRISTINの元リーダー。サブライム・アーティスト・エージェンシー所属。

## 来歴

### デビュー前
1995年12月18日、大韓民国ソウル特別市冠岳区に生まれる。中学2年生の時に忠清南道牙山市に移住。2011年2月に中学校を卒業し、非公開オーディションを通してPledisエンターテインメントに入所。ソウル特別市へ居住を移し、舞鶴女子高校へ入学した。
同年にはガールズグループAFTERSCHOOLの追加メンバーとして、翌年には新人ガールズグループHELLOVENUSのメンバーとしてデビューの予定があったが、いずれも実現には至らなかった。一方で、練習生時代も芸能活動を頻繁に行っており、数々のミュージックビデオに出演し、フィーチャリングにも参加した。2014年3月には、同徳女子大学校放送芸能科に入学した。

### アイドルとして
5年間の練習生生活を経て、2016年にMnetで放送された公開オーディション番組「PRODUCE 101」に出演。ビジュアルのみならず、歌、ダンス、ラップの全てで実力を発揮し、オールラウンドプレイヤーとして視聴者の注目を浴びた。最終順位では10位となり、期間限定のガールズグループI.O.Iのデビューメンバーとして選出された。
2016年4月5日、プロローグシングル「PRODUCE 101 - Crush」で、I.O.Iのリーダー兼メインラッパーとしてデビューを果たし、2017年1月のI.O.I解散まで活動した。その後、2017年3月21日から2019年5月まで、ガールズグループPRISTINのリーダー兼メインダンサーを務めた。

### グループ解散後
PRISTIN解散と同時にPledisエンターテインメントを退所し、2019年8月にサブライム・アーティスト・エージェンシーに移籍。以降は、女優活動やモデル活動などを行っている。2019年には仁寺洞文化地区の広報大使に抜擢された。
2023年5月サブライムとの契約を満了し同年7月にASCENDIOと専属契約を締結

## 出演

### ドラマ
- 2016年：tvN「アントラージュ」 - イム・ナヨン役（特別出演）
- 2020年：tvN「悪の花」 - ト・ヘス役（高校時代）[7]
- 2020年：ウェブドラマ「浪漫ハッカー」 - ジュヒ役[8]
- 2021年（予定）：KBS 2TV「イミテーション」- ヒョンジ役[9]
- サマーガイズ (2021年、Seezn,ABEMA) - ヨム・アラン 役
- 2023-2024年：KBS「どたばたファミリー」‐カン・ソンジュ 役

### ミュージックビデオ
- 2014年：BUMZU「Game Over」
- 2014年：オレンジ・キャラメル「私みたいにしてみて」
- 2014年：TROY「変わっていく」
- 2015年：HANHAE「Man Of The Year(Feat. D.meanor)」
- 2015年：Produce101「Pick Me」
- 2016年：Ailee「If You」

### その他
- 2019年 ：仁寺洞文化地区広報大使[4]
- 2019年 ：1st Fan Meeting - Winter Blossom[10]